# Гвен Торренс
Гвен Торренс (12 червня 1965) — американська легкоатлетка.

## Досягнення
- Олімпійська чемпіонка: Барселона 1992 (біг на 200 метрів, естафета 4×100 метрів), Атланта 1996 (естафета 4×100 метрів)
- Срібна призерка Олімпійських ігор: Барселона 1992 (естафета 4×400 метрів)
- Бронзова призерка Олімпійських ігор: Атланта 1996 (біг на 100 метрів)
- Чемпіонка світу: Штутгарт 1993 (естафета 4×400 метрів), Гетеборг 1995 (біг на 100 метрів, естафета 4×100 метрів)
- Срібна призерка чемпіонату світу: Токіо 1991 (біг на 100 метрів, біг на 200 метрів), Штутгарт 1993 (біг на 200 метрів, естафета 4×100 метрів)
- Бронзова призерка чемпіонату світу: Штутгарт 1993 (біг на 100 метрів)